# Peter Davies (Filmeditor)
Peter Davies ist ein Filmeditor.

## Leben
Davies sammelte seine ersten Erfahrungen als Schnittassistent in den frühen 1970er Jahren. In dieser Zeit kam er in Kontakt zum James-Bond-Franchise und war an den Filmen Moonraker und In tödlicher Mission beteiligt.
Davies Karriere als eigenständiger Editor begann mit dem James-Bond-Film Octopussy aus dem Jahr 1983. Er blieb der Filmreihe weiterhin verbunden und war auch für den Filmschnitt weiterer James-Bond-Filme verantwortlich.

## Filmografie (Auswahl)
- 1983: James Bond 007 – Octopussy (Octopussy)
- 1985: James Bond 007 – Im Angesicht des Todes (A View to a Kill)
- 1987: James Bond 007 – Der Hauch des Todes (The Living Daylights)
- 1988: Der Biss der Schlangenfrau (The Lair of the White Worm)
- 1989: Der Regenbogen (The Rainbow)
- 1990: Feuer, Eis & Dynamit
- 1992: Stalin
- 1999: Wing Commander
- 2000: Glory Glory
- 2004: Retrograde – Krieg auf dem Eisplaneten (Retrograde)